# Amphisbaena ridleyi
Amphisbaena ridleyi es una especie de anfisbenios de la familia Amphisbaenidae.

## Distribución geográfica
Es endémica de las islas de Fernando de Noronha.